# Nagriamel
Nagriamel (a veces visto como la Unión Aduanera de Nagriamel o el Movimiento Nagriamel) es un partido político en Vanuatu. A veces se describe como el movimiento político más antiguo del país.

## Historia
Nagriamel apareció en la  isla de Espíritu Santo a mediados de la década de 1960, en lo que entonces era el condominio franco-británico de las Nuevas Hébridas. Su propósito era protestar contra la alienación de las tierras indígenas por parte de los colonizadores. Su fundador fue Jimmy Stevens, trabajador en plantaciones coloniales. Solicitó que las tierras enajenadas pero no desarrolladas se devuelvan a sus dueños aborígenes habituales, al tiempo que aceptaba reconocer los intereses de los europeos en las tierras que ya están en operación. El partido fue el primer movimiento de protesta importante contra las autoridades coloniales y fue apoyado por varios miles de personas en las islas del centro y norte. Más tarde fue superado por Vanua'aku Pati, partido político estructurado anticolonial, que disponía del apoyo del pueblo de la colonia.

Bandera de la efímera República de Vemerana

A medida que el país avanzaba hacia la independencia, Nagriamel y Vanua'aku Pati expresaron diferentes propuestas para su futuro. Los Vanua'aku Pati querían un estado soberano relativamente centralizado, mientras que Nagriamel proponía una confederación de islas «independientes», respetando la plena autonomía de las distintas islas. Las elecciones legislativas de 1979, que tenían como objetivo establecer un gobierno de transición hacia la independencia, fue un triunfo para el Vanua'aku Pati, que obtuvo la mayoría absoluta de escaños en el nuevo Parlamento. El partido obtuvo solo uno, aunque otros movimientos autonomistas obtuvieron varios. El resultado fue una rebelión por parte del partido y otros movimientos, que proclamaron (por separado) la secesión de la isla Espíritu Santo con el nombre de Vemarana y Tanna. Jimmy Stevens y otros líderes del mismo fueron arrestados y encarcelados.
Durante la década de 1980, unió fuerzas con la Unión de Partidos Moderados, una coalición de partidos de habla francesa desarrollada en oposición a Vanua'aku Pati. Frankie Stevens , hijo de Jimmy, fue elegido diputado por Espíritu Santo bajo la etiqueta UPM en las elecciones legislativas de 1991, lo que llevó al poder a la UFM. Sin embargo, cuando el gobierno de la Unión no liberó a Jimmy Stevens de la prisión, Nagriamel se retiró y se convirtió en un movimiento político independiente. En las elecciones de 1995 obtuvo un diputado, Edouard Melsul en la circunscripción  de Pentecostés.
Su período de declive, sin embargo, continuó hasta mediados de la década de 2000, cuando la facción disidente, llamado Nagriamel 2, ganó tres escaños de un total de dieciocho años en las elecciones provinciales de Sanma en 2007. Nagriamel 2 se reconcilió enseguida con el movimiento principal y Nagriamel reunificada celebró su primer congreso nacional en diciembre de 2007, con el fin de  re-convertirse en un movimiento político nacional, por lo tanto. Él ganó un escaño en el parlamento nacional en las elecciones de 2008 : el candidato Havo Molisale fue elegido MP de Malo / Aore. Se unió a la coalición de gobierno del primer ministro Edward Natapei (Vanua'aku Pati), y fue nombrado Ministro de Agricultura, Recursos Forestales y Pesca. El movimiento ganó un segundo diputado después de una elección parcial en febrero de 2009: Ioane Simon, en la circunscripción de Epi. Simon, a continuación, se unió al Partido del Trabajo.

### Origen del nombre
El Nagriamel toma su nombre de dos plantas: Nangaria (Cordyhe fruticosa) y Namele (Cycas circimzlis). La hoja de Nangaria fue utilizada como caché macho por «mat1 bwh» antes de que apareciera el calicó.

El Namélé tiene el rango del portador entre otros significados múltiples. Actualmente se encuentra sobre mujeres en el monte, que usan hojas de Nangaria para tapar los genitales. Los hombres usan estas hojas solo durante los festivales y bailes y se enlazan en el cinturón. La hoja de Nangaria es un símbolo femenino, ya que el caché sexual del primer hombre es una parte importante de la cultura. La hoja de Cycus (namélé) está en contra de ser un símbolo masculino según los informantes. Es por excelencia el símbolo del signo social de la regla o de la ley. Al final de las guerras tradicionales entre pueblos, guerras interrumpidas por la antropofagia, la hoja de namélé señaló el regreso a la paz y al orden.

Por lo tanto, parece que la unión de estas dos hojas insiste en el aspecto del orden cultural humano en oposición al desorden, el dominio de la naturaleza y el desencadenamiento de fuerzas antisociales de las cuales la antropofagia y la guerra son las cumbres. «Hours, B»

| Elección | Escaños            | Notas                                                         |
| -------- | ------------------ | ------------------------------------------------------------- |
| 1979     | 1                  |                                                               |
| 1983     | ningún candidato   |                                                               |
| 1987     | ningún candidato   |                                                               |
| 1991     | ningún candidato   | Frankie Stevens elegido bajo las siglas de la UPM             |
| 1995     | 1 (Edouard Melsul) |                                                               |
| 1998     | 0                  |                                                               |
| 2002     | 0                  |                                                               |
| 2004     | 0                  |                                                               |
| 2008     | 1 (Havo Molisale)  | Un 2.º diputado, Ioane Simon, elegido en una elección parcial |
| 2012     | 3                  |                                                               |

## Estructura
El movimiento está liderado por un comité y consta de tres comités inferiores para ciertas funciones específicas: el «comité político», que gestiona la participación del movimiento en la vida política del país y, en particular, la preparación de sus proyectos de ley; el «Comité de Tierras Nativas», cuyo propósito es registrar y proteger la propiedad consuetudinaria de todas las tierras en el país; y el «Comité Socio-Económico», cuya función principal es la de servir de enlace con los gobiernos e inversores extranjeros.

## Ideología
Nagriamel se reconcilió con las autoridades nacionales, hasta el punto de participar en el gobierno. Este partido no aboga por una confederación de islas independientes, y reconoce la soberanía del gobierno de Port Vila.
Nagriamel hoy aparece principalmente como un movimiento cristiano conservador. Su campaña electoral en 2008 se centró en la vigilancia policial, incluida la construcción de nuevas cárceles, y la promoción del sector privado. Apoya el estado de paraíso fiscal del país. También está a favor de la educación gratuita y la atención médica. Condena lo que describe como indivdualismo de la sociedad contemporánea, y pide la restauración de los valores tradicionales, tanto ancestrales como cristianos. El comité ejecutivo del partido también es responsable de asegurar que las políticas que propone cumplen con los Diez Mandamientos.